# كولين كلارك
كولين كلارك (بالإنجليزية: Colin Clark)‏ (11 أبريل 1984 بفورت كولنز في الولايات المتحدة - ) هو لاعب كرة قدم أمريكي في مركز الوسط. شارك مع منتخب الولايات المتحدة لكرة القدم. أما مع النوادي، فقد لعب مع كولورادو رابيدز ولوس أنجلوس غلاكسي وهيوستن دينامو وكولورادو رابيدز يو-23 ‏.

## روابط خارجية
- كولين كلارك على موقع الدوري الأمريكي (الإنجليزية)
- كولين كلارك على موقع قاعدة بيانات كرة القدم.إي يو (الإنجليزية)
- كولين كلارك على موقع ناشيونال فوتبول تيمز (الإنجليزية)
- كولين كلارك على موقع Soccerway.com (الإنجليزية)
- كولين كلارك على موقع عالم كرة القدم.نت (الإنجليزية)